# Joe Musial
Joe Musial (né le 15 janvier 1905 à Yonkers et mort le 6 juin 1977 à Long Island) est un auteur de bande dessinée américain d'origine polonaise. Il a animé Pim, Pam et Poum de 1956 à 1976.

## Biographie
Musial fait ses études au Pratt Institute, à Brooklyn. En 1929, après avoir passé un an à Paris, il devient l'assistant de Billy DeBeck sur Barney Google. En 1932, il rejoint le King Features Syndicate. Il est chargé de remplacer au pied levé les artistes de la maison en cas de maladie ou de retard, ce qui le conduit à travailler sur des séries aussi variées que Blondie, The Thimble Theatre, Agent Secret X-9, La Famille Illico, Tillie the Toiler, Little Iodine (en), etc.
En 1956, à la suite de la mort de Doc Winner, il est chargé de Pim, Pam et Poum. Sa reprise est appréciée du public et il anime la série jusqu'à ce que la maladie l'en empêche, en 1976. Il meurt le 6 juin 1977 dans sa résidence de Long Island. Ses planches de Pim, Pam et Poum ont été traduites dans plusieurs langues et sont toujours rééditées.

## Prix
- 1962 : Té d'argent de la National Cartoonists Society

### Documentation
- Patrick Gaumer, « Musial, Joe », dans Dictionnaire mondial de la BD, Paris, Larousse, 2010 (ISBN 9782035843319), p. 620.
- Fred Grandinetti, Popeye: An Illustrated Cultural History, McFarland, 2004, p. 10.